# Abbazia di Kremsmünster
L'abbazia di Kremsmünster è un'abbazia cattolica benedettina nella cittadina omonima, nell'Alta Austria.

## Storia

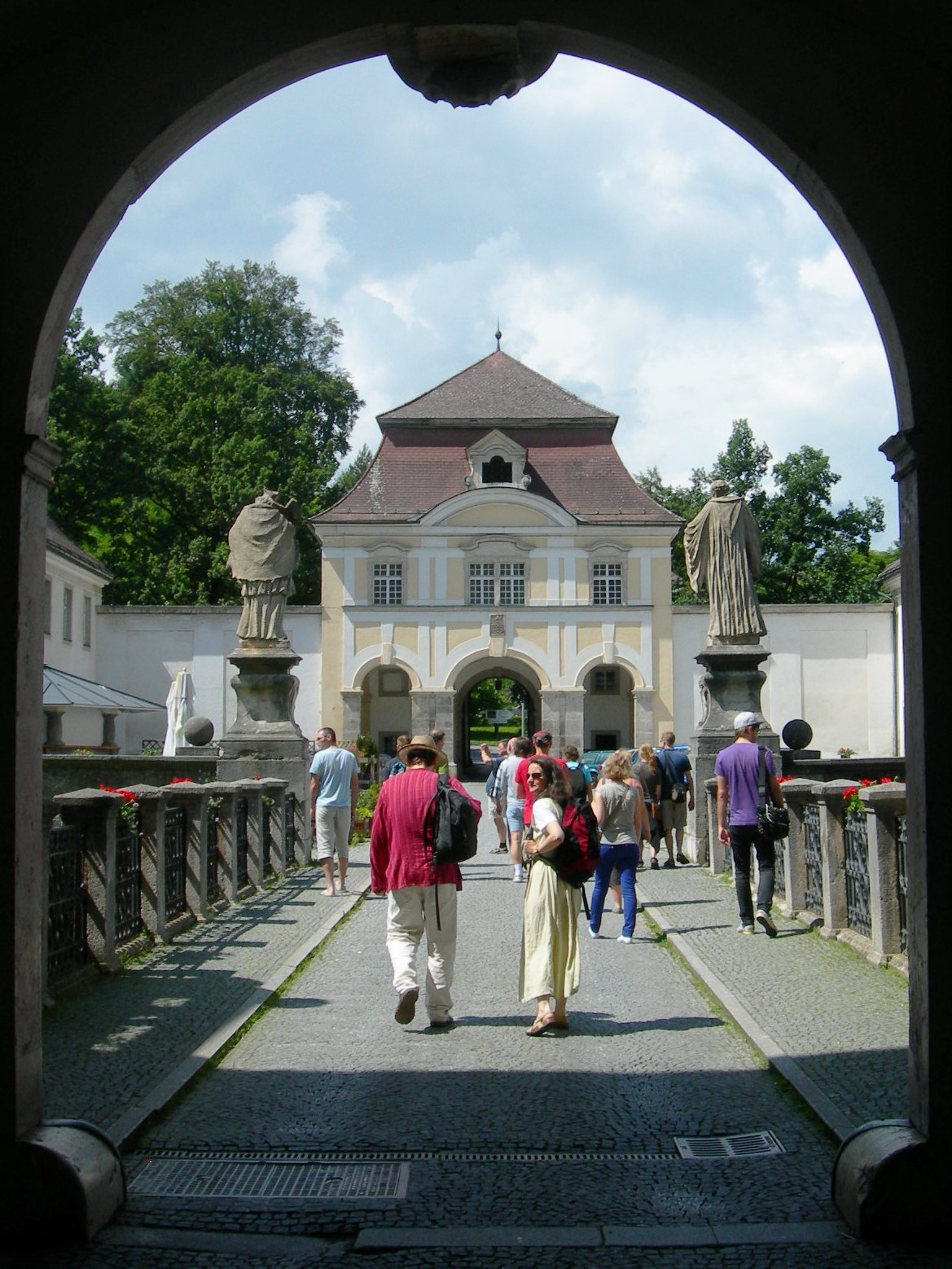
L'accesso all'abbazia

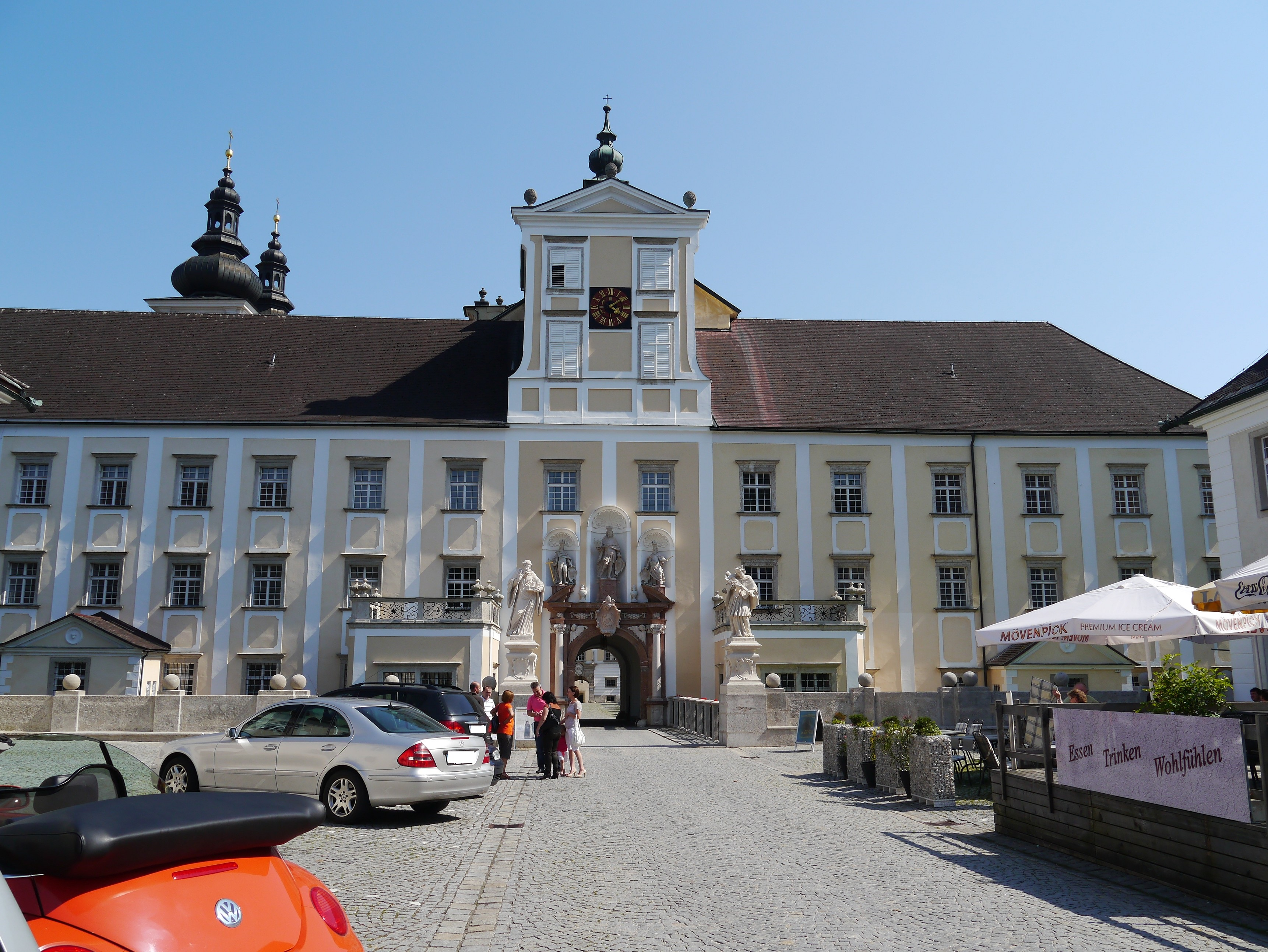
Corte antistante l'abbazia

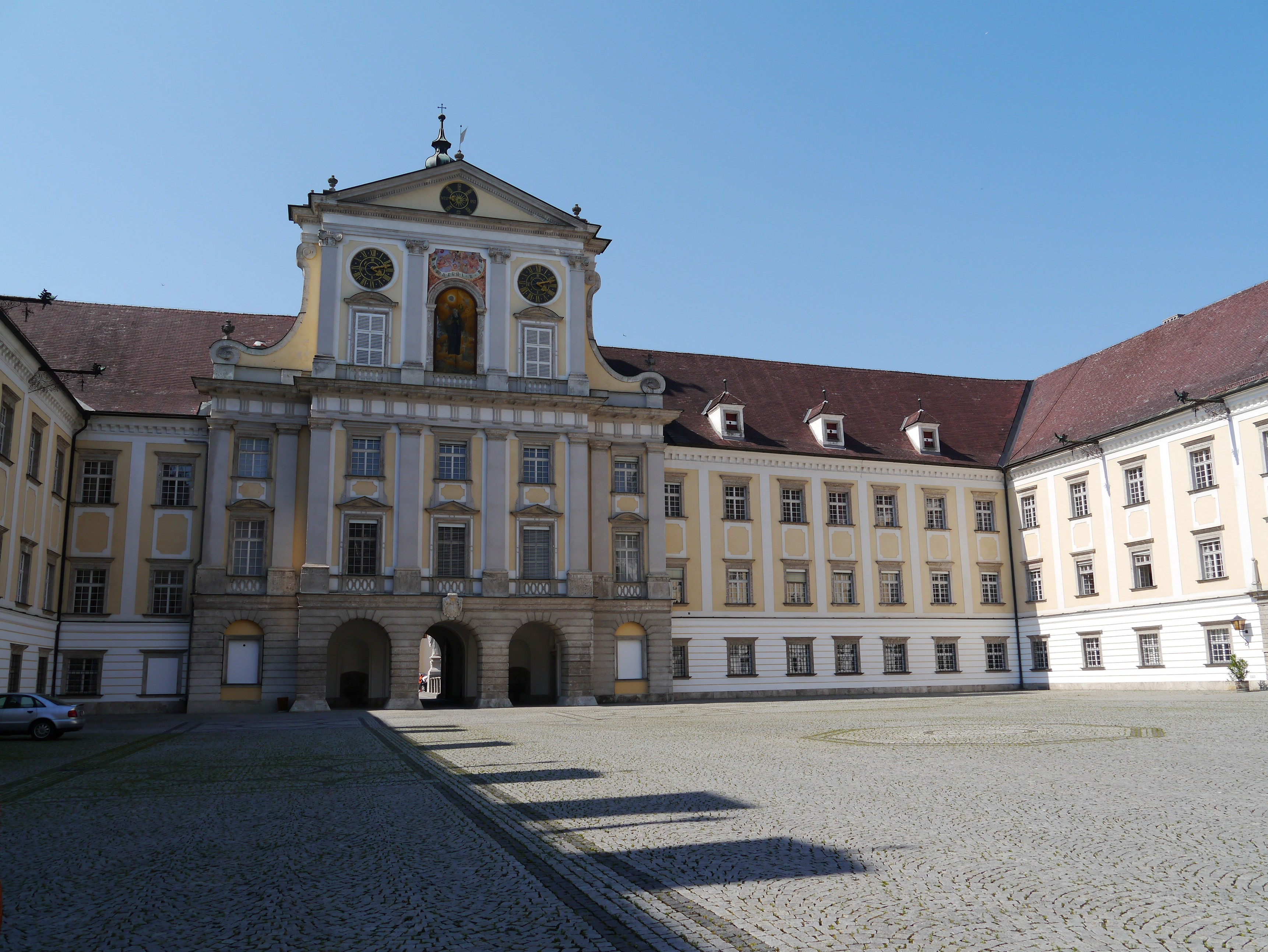
Corte interna

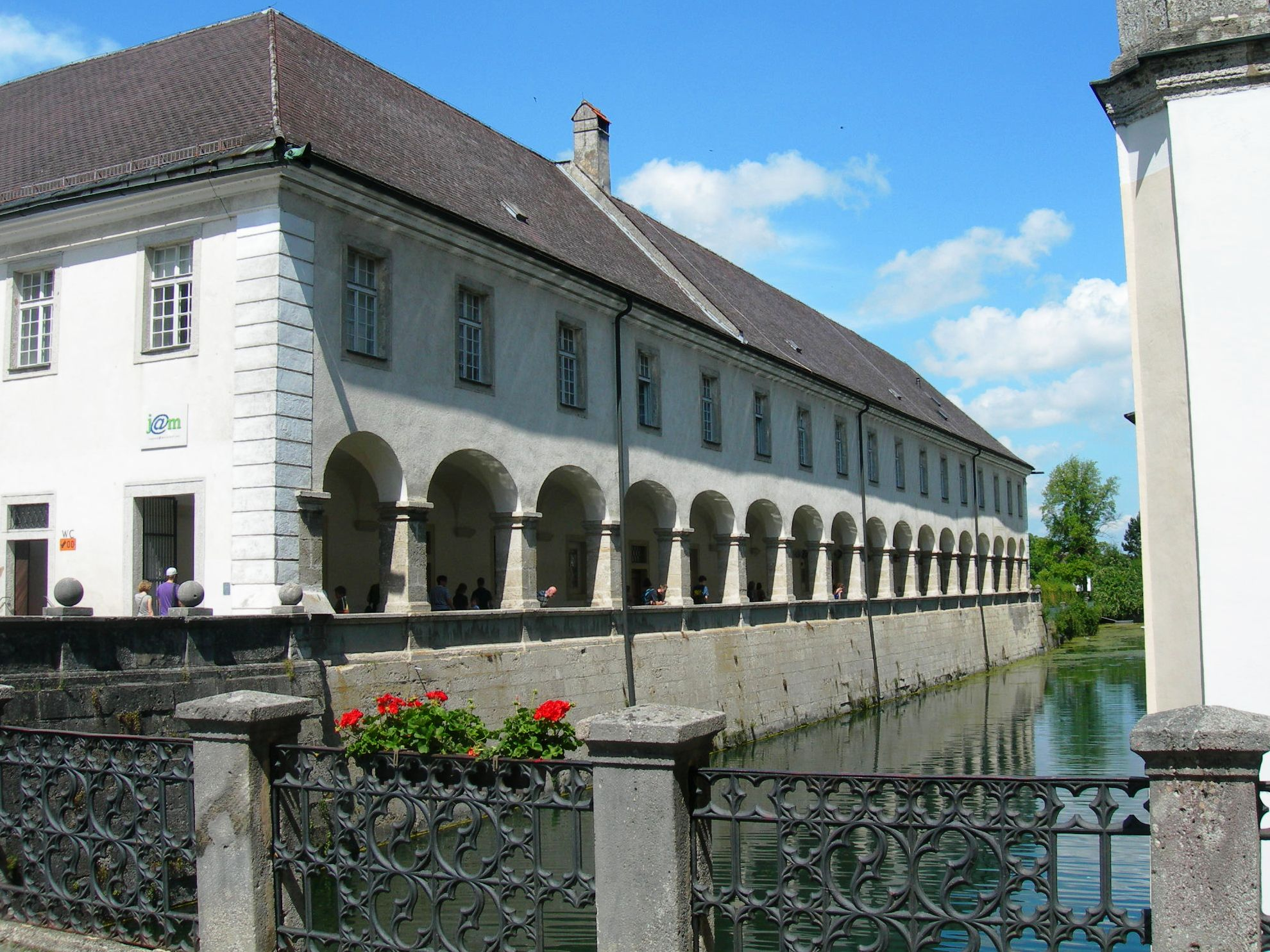
Fossati per allevamento dei pesci

Un importante cronista dell'abbazia fu Bertoldo di Kremsmünster, che redasse la Historia Cremifanensis e la Narratio de ecclesia Cremsmunstrensi.
Il monastero fu fondato 777 da Tassilone III, Duca dei Bavari. La prima colonia di monaci proveniva dal monastero di Mondsee, sotto Fateric, il primo abate. La nuova fondazione ebbe generose donazioni dal fondatore ed in seguito anche da Carlo Magno e dai suoi successori.
Nel X secolo l'abbazia fu distrutta da un'incursione degli Ungari e i suoi possedimenti feudali furono divisi tra il duca di Baviera e altri nobili e vescovi, ma sotto l'imperatore Enrico II il monastero venne ricostruito sotto l'abate San Gottardo e recuperò tutte le sue proprietà feudali.
Con l'impiego di antichi elementi verso dalla metà del XVII secolo furono effettuati lavori in gran parte delle abbazie dell'Austria, oltre a quella di Melk. Tra gli architetti che operarono a Kremsmünster vi furono Carlo Antonio Carlone (Chiesa abbaziale, Sala dell'imperatore, Biblioteca) e Jakob Prandtauer, che operò anche a Melk.
Il complesso di Kremsmünster ha la sua massima estensione nell'ala meridionale lunga circa 290 m, ove vi sono importanti spazi di rappresentanza: il refettorio, la biblioteca e la Sala dell'Imperatore. L'ala sud è chiusa ad est dalla "Torre matematica", nella quale si trova l'Osservatorio astronomico di Kremsmünster. Questa torre è uno dei primi "grattacieli" dell'Austria.

## Comunità monastica
Attualmente compiono il loro servizio 49 monaci, parte nell'abbazia, parte anche nelle 27 parrocchie collegate e nella diocesi di Barreiras, una delle zone più povere del Brasile. Abate dell'abbazia dal 2007 è Ambros Ebhart e priore dal 2013 P. Maximilian Bergmayr.
Il programma giornaliero dei monaci è diviso fra preghiera, lavoro e confronto spirituale in forma di lettura delle Sacre Scritture, meditazione e studio:
- 6:00 Lodi mattutine nella sala capitolare (clausura)
- 6:30 Messa nella cappella di san Michele
- 7:00 tempo per la contemplazione, la prima colazione e quindi lavoro
- 12:00 Liturgie della terza ora, della sesta e della nona nella chiesa abbaziale, quindi pranzo, eventuale riposo, quindi nuovamente lavoro
- 18:00 Vespri nella cappella della Madonna, poi cena
- 19:00 Compieta, Mattutino, quindi riposo notturno

Oltre ai tempi di preghiera ciascun confratello dovrebbe dedicarsi nel corso della giornata alla meditazione e alle letture spirituali.

## Il complesso abbaziale

### Chiesa
La chiesa abbaziale fu fin dall'inizio dedicata al Salvatore. Successivamente (forse con la inaugurazione dei nuovi edifici del 1082) si aggiunse il patrocinio di sant'Agapito di Palestrina. Dopo che fu distrutta molte volte da incendi, la chiesa abbaziale vide nel 1232 l'inizio dei lavori per la costruzione nella sua forma dell'attuale. Nel 1277 l'abate Friedrich von Aich poté nel cinquecentenario della fondazione consacrare la navata centrale, ma prima del completamento della chiesa gotica (Torri) trascorsero ancora 200 anni. La chiesa fin dall'inizio del XVII secolo subì varie fasi di trasformazione in stile barocco e fu così profondamente modificata.
Ci si limitò sotto l'abate Anton Wolfradt prevalentemente alla ristrutturazione del coro, quindi dagli anni 1670 la chiesa fu sottoposta a lavori di ristrutturazione in stile barocco sotto la direzione di Carlone, di Giovanni Battista Colomba e di Giovanni Battista Barberini (1625–1691).
Per prima cosa si tolse la cupola del coro risalente all'inizio del XVII secolo e il soffitto dell'intera parte interna fu ricoperto di stucchi ad opera di Giovanni Battista Colomba e di Giovanni Battista Barberini. Infine fu rivista anche la facciata della chiesa del 1681.
Per la decorazione interna ad affresco, costituita da scene dell'Antico Testamento, furono coinvolti i fratelli Grabenberger di Krems, tra i quali si distinse particolarmente Michael Christoph. Questa seconda fase di trasformazione in stile barocco richiese dodici anni di lavoro.
Sotto l'abate Alexander Strasser (1709–1731) la trasformazione giunse a conclusione. In questa terza fase cadono i lavori relativi all'altare maggiore e al tabernacolo, al pulpito, all'ampia scala al presbiterio e agli altari laterali. Degni di particolare menzione sono gli angeli barocchi di Johann Michael Zürn il Giovane, che sono inginocchiati o stanno accanto ai numerosi altari laterali, imponenti esempi del barocco austriaco.
La chiesa di sant'Agapito ha considerevoli misure: 78 m di lunghezza e 21 di larghezza, mentre la navata centrale è alta 18 m e 12 le navate laterali.

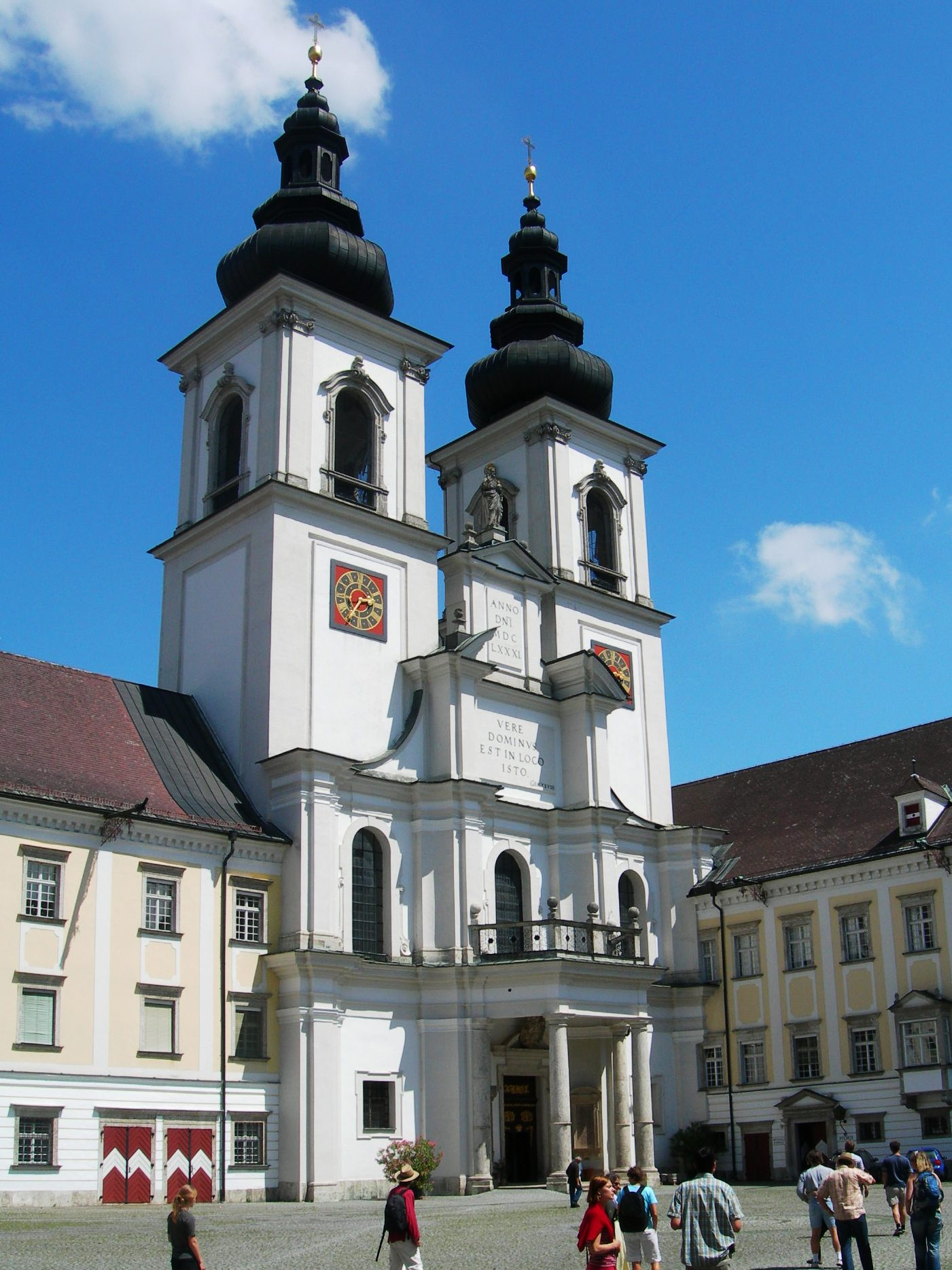
Chiesa abbaziale
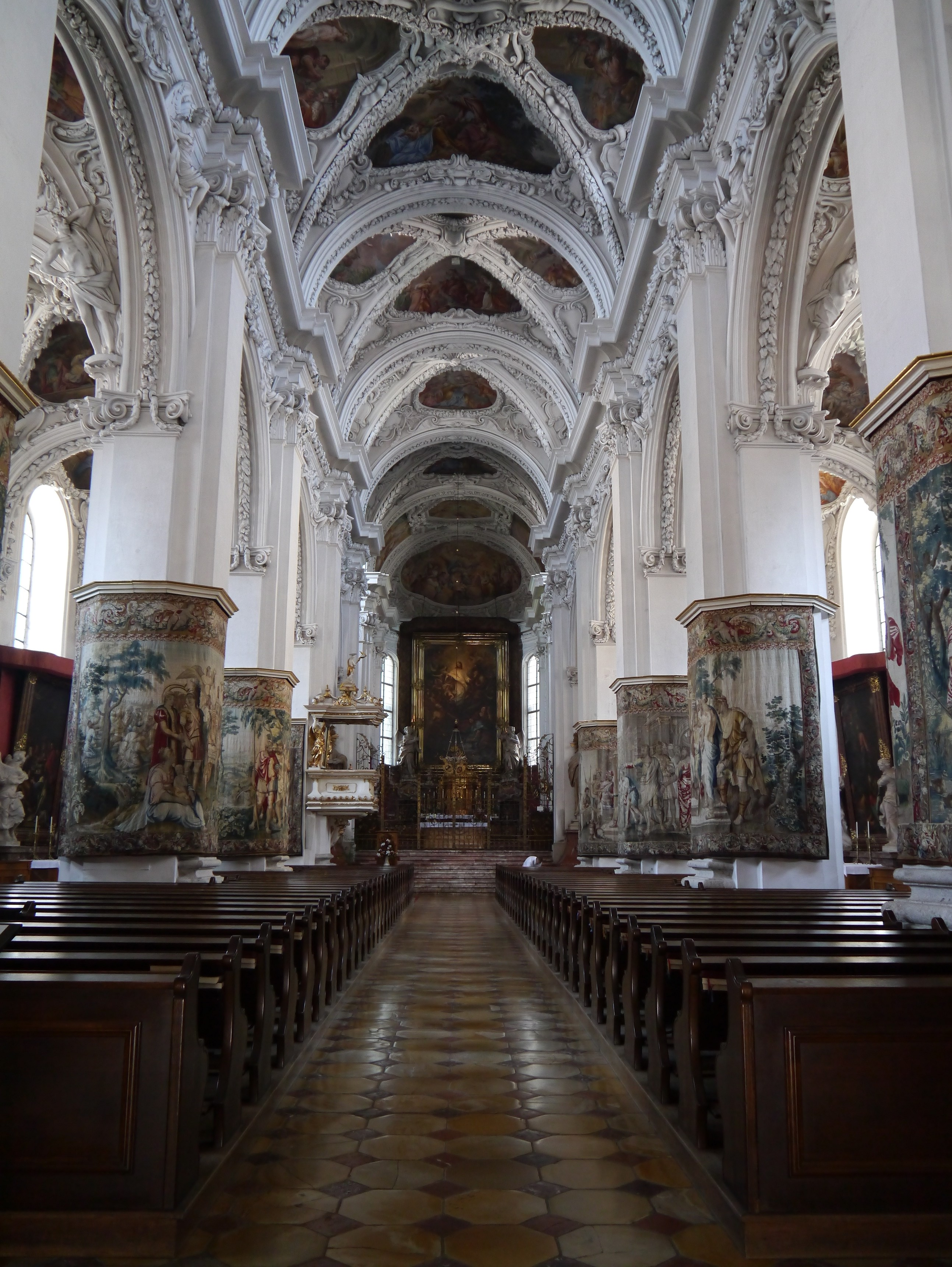
Interno della chiesa (ad est)
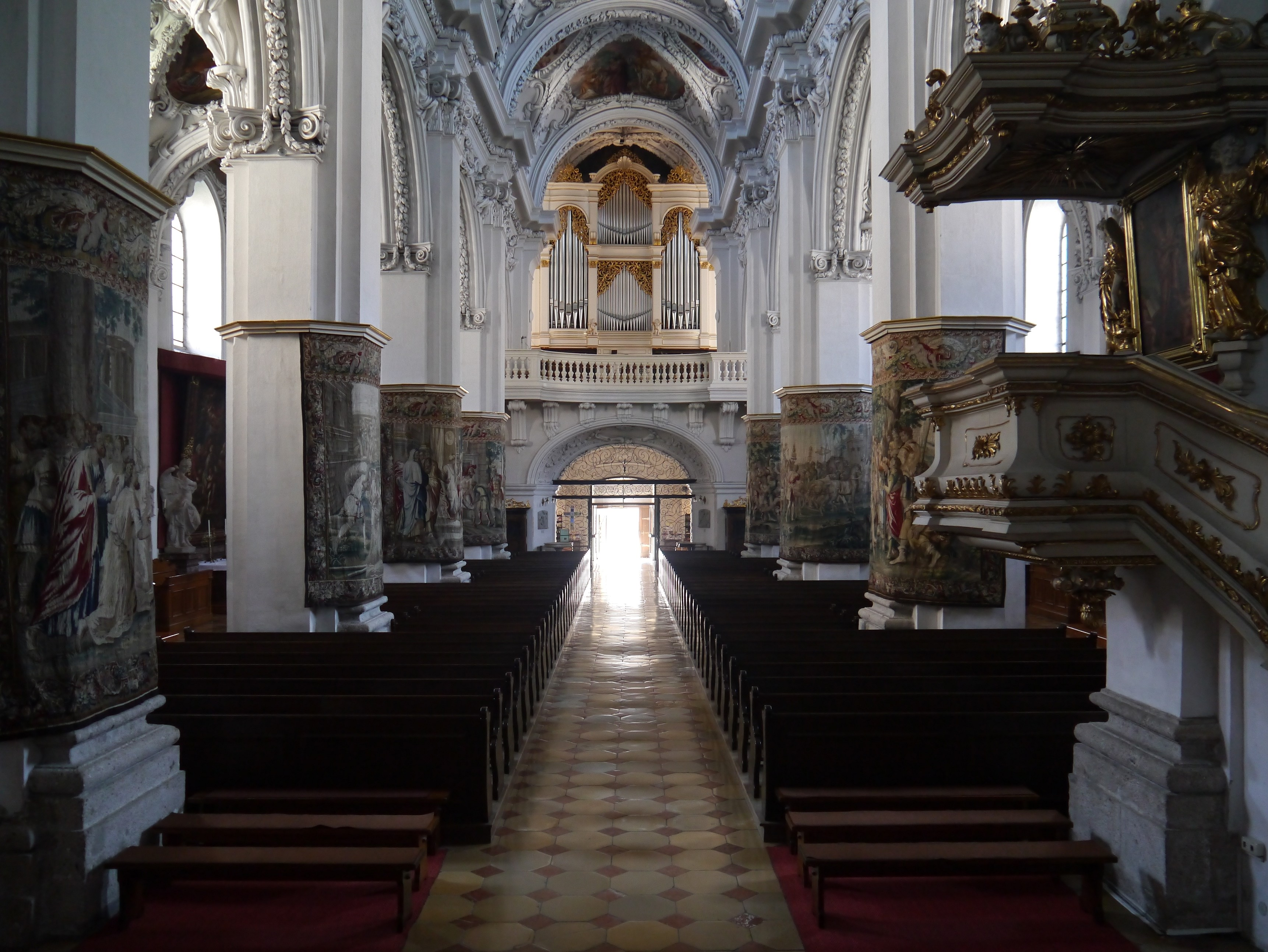
Interno della chiesa (ad ovest)
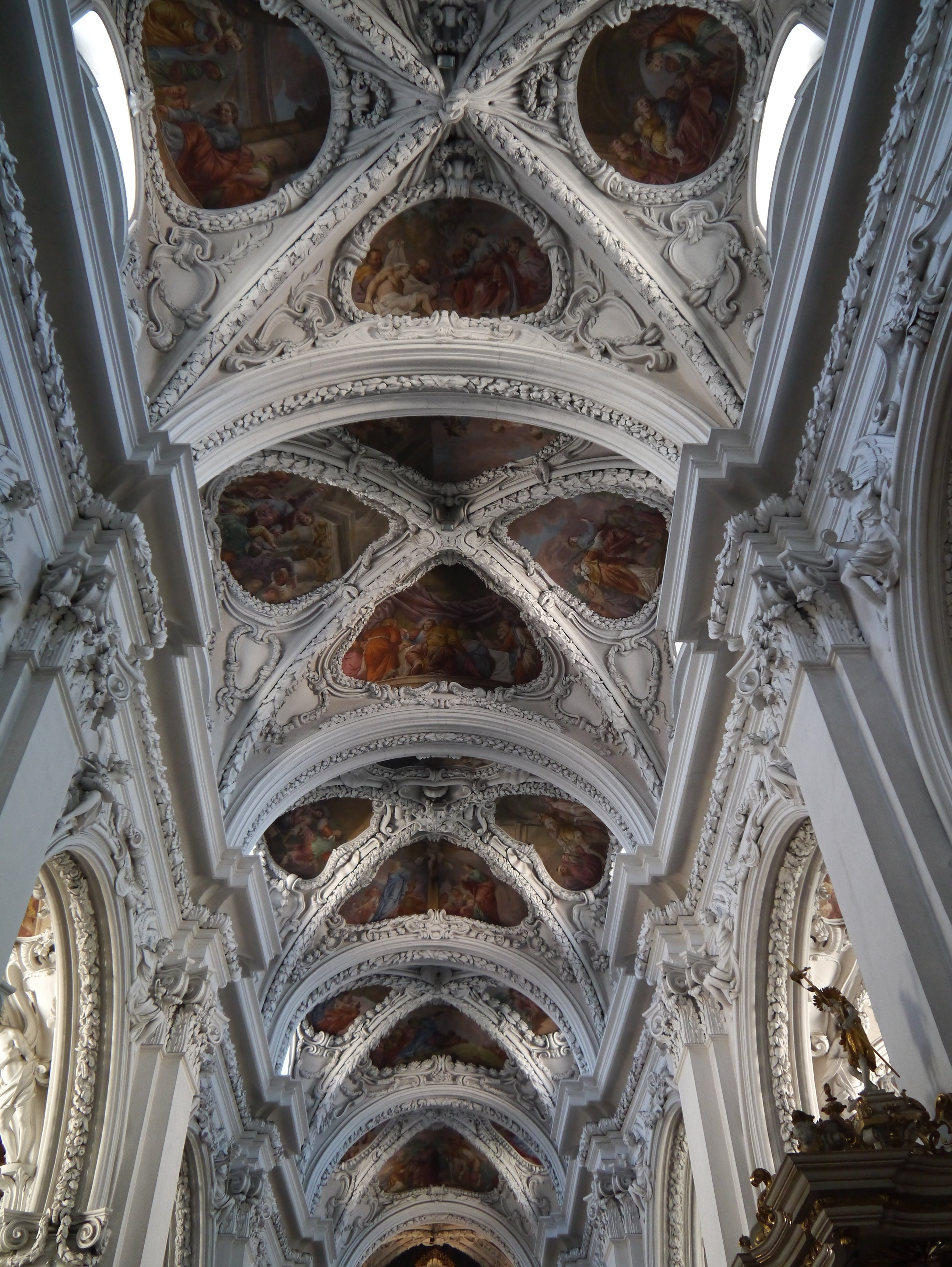
Affresco al soffitto
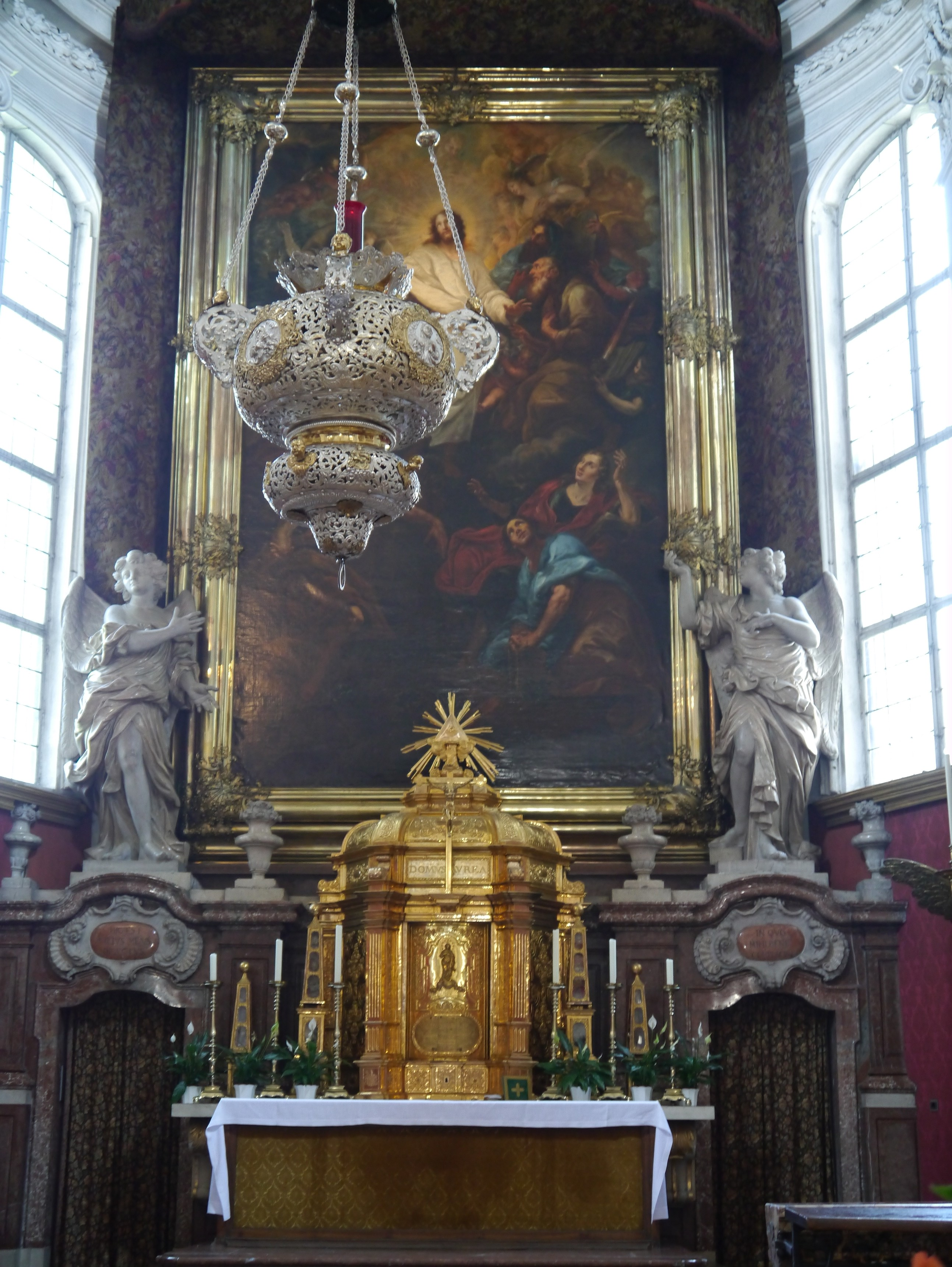
Altar maggiore

#### Altar maggiore
L'altar maggiore fu decorato in dodici anni di lavoro, fino al 1712, da Andreas Wolff, con una tela dipinta di 6,3 m x 3,8. Questo capolavoro del pittore di corte di Monaco rappresenta la trasfigurazione di Gesù: egli si è sollevato da terra, il suo volto risplende come il sole, le vesti come neve, Mosè ed Elia si avvicinano da destra a Lui, un infinito numero di grandi e piccoli angeli lo circondano, mentre Dio Padre sorride dall'alto.
Il pittore di corte bavarese espresse tutto ciò per l'importante tema della Trasfigurazione sul Monte Tabor nella teologia cattolica.
Nella parte inferiore del dipinto giacciono i tre giovani apostoli Simon Pietro, Giacomo il Maggiore e Giovanni, sui quali compaiono vicino a Cristo i rappresentanti dell'Antica Alleanza, Mosé ed Elia. La pesante cornice dorata in rame è sostenuta da angeli di mediocre fattura, opera di Josef Anton Pfaffinger (1714).
Lo spazio del coro è separato dalla navata da grate. Quella centrale fu decorata da Valentin Hofmann nel 1718, quelle laterali sono opera di Hans Walz, che le realizzò fra il 1616 e il 1618.

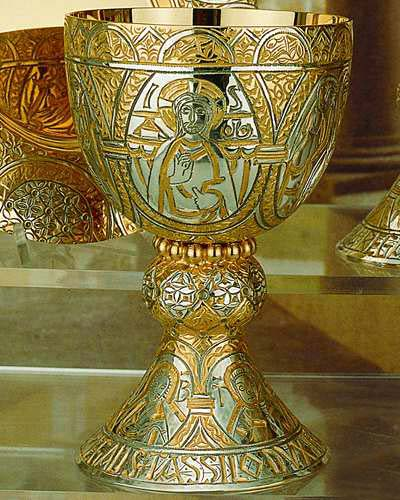
Il calice di Tassilone III.

#### Il calice di Tassilone
Il Calice di Tassilone, che è custodito nella camera del Tesoro, è l'opera d'arte più famosa e preziosa dell'abbazia; esso fu donato da Tassilone III di Baviera e dalla sua consorte Liutberga verso il 780, presumibilmente in occasione della fondazione dell'abbazia nel 777.

#### Tabernacolo
Lo splendido tabernacolo costituisce lo zoccolo dei dipinti dell'altar maggiore. Esso fu terminato nel 1715, probabilmente su progetto di Jakob Prandtauer.

La porta è adornata da un'Immacolata Concezione di Johann Urban Remele: si vede Maria in un insieme nella "Santa Casa" delle Litanie lauretane.

#### Pulpito eGobelin
Altri significativi pezzi di decorazione della navata centrale sono il pulpito, di Urban Remele (1713), con la tela ad olio Paolo che predica di Karl von Reslfeld e gli arazzi fiamminghi, che, prima durante le festività, oggi sempre, avvolgono la colonne. Essi mostrano scene dai racconti su Giuseppe dal libro della Genesi e provengono dal laboratorio dei Reydam in Bruxelles, dove furono tessuti verso la fine del XVI secolo.

#### Altari laterali
Le due pale degli altari laterali del coro sono opera del viennese Daniel Seiter, che fu attivo prevalentemente a Roma e a Torino. Anch'egli proveniva, come Reslfeld, dalla scuola di Johann Carl Loth (detto "Il Carlotto") e colse forse il più caustico e bizzarro chiaroscuro manierista del primo barocco austriaco. Nella pala di sinistra egli interpretò il martirio di santa Candida la Vecchia, le cui reliquie erano venerate nell'abbazia del 1677; in quella di destra quello di sant'Agapito di Palestrina, le cui spoglie furono lasciate all'abbazia già nel IX secolo da re Arnolfo.

#### La tomba di Gunther

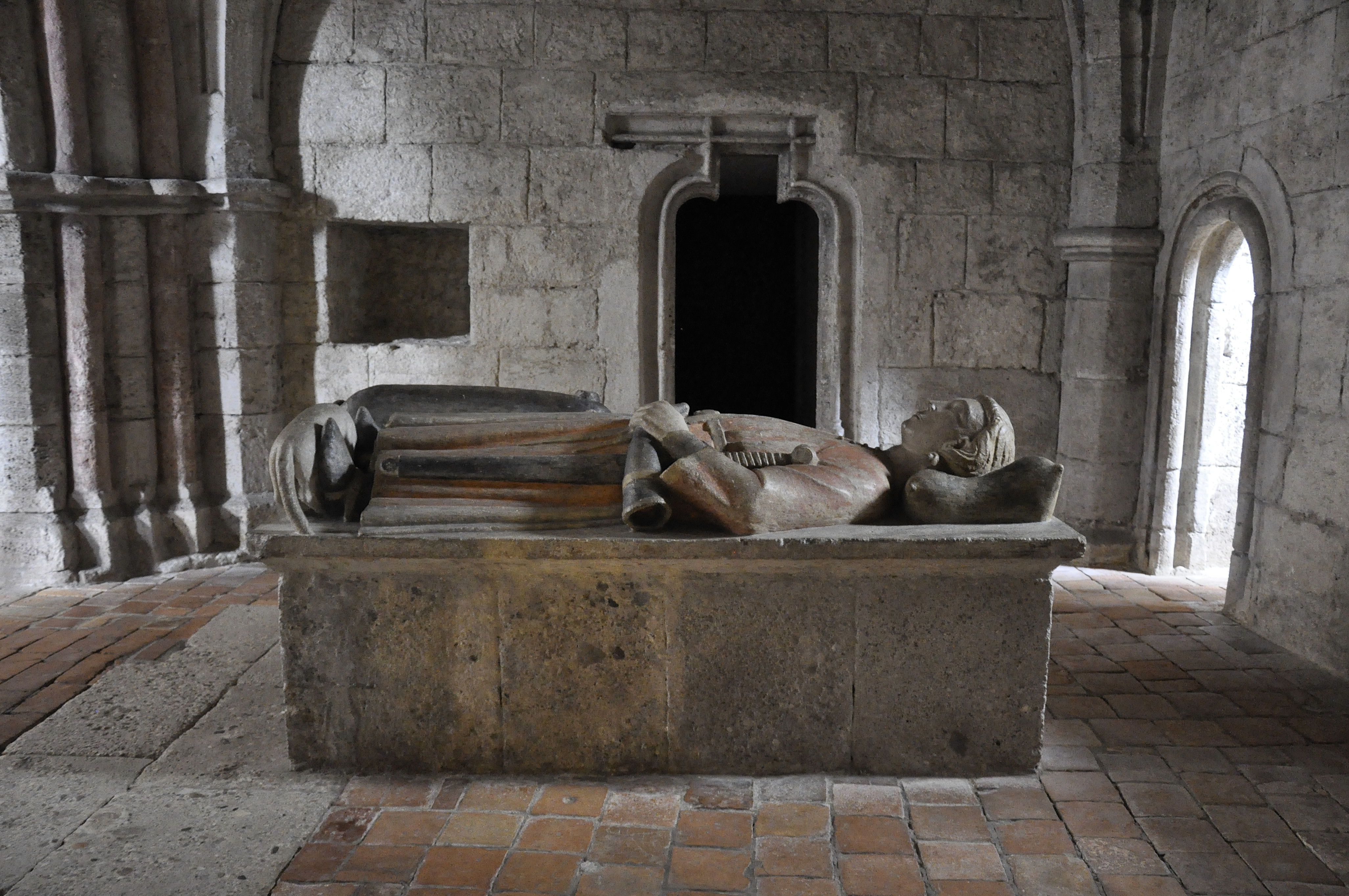
Tomba di Gunther

Nella cappella della torre sud della chiesa si trova la famosa tomba di Gunther, figlio di Tassilo III. La tomba, un cenotafio di roccia bianca, ha una copertura con il gisant di Gunther incoronato. Esso risale al 1304 e rappresenta Gunther, il leggendario figlio del duca Tassilo III, che, secondo la leggenda della fondazione dell'abbazia, fu ferito a morte da un cinghiale durante una battuta di caccia nei boschi intorno a Kremsmünster. Ai piedi della statua sono rappresentati il cinghiale, con una lancia in corpo, e il cane di Gunther che avrebbe stanato il cinghiale. Degno particolarmente di nota è soprattutto la forte colorazione della statua.

#### Organo

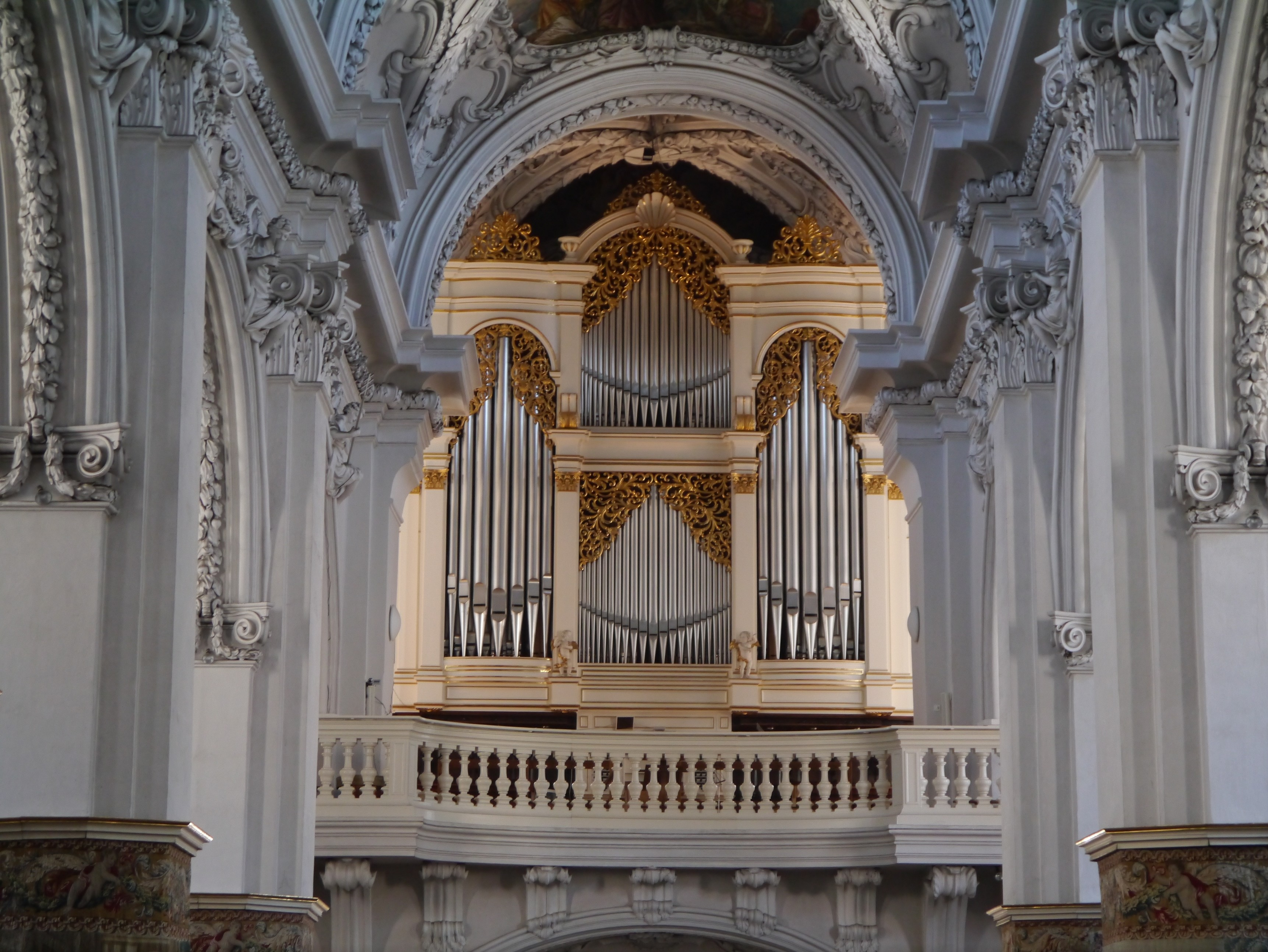
Organo e balconata di sostegno

L'organo della chiesa abbaziale risale al 2005 e fu fabbricato dalla ditta Kögler di Sankt Florian. Esso ha oltre 45 registri su tre tastiere ed una pedaliera.

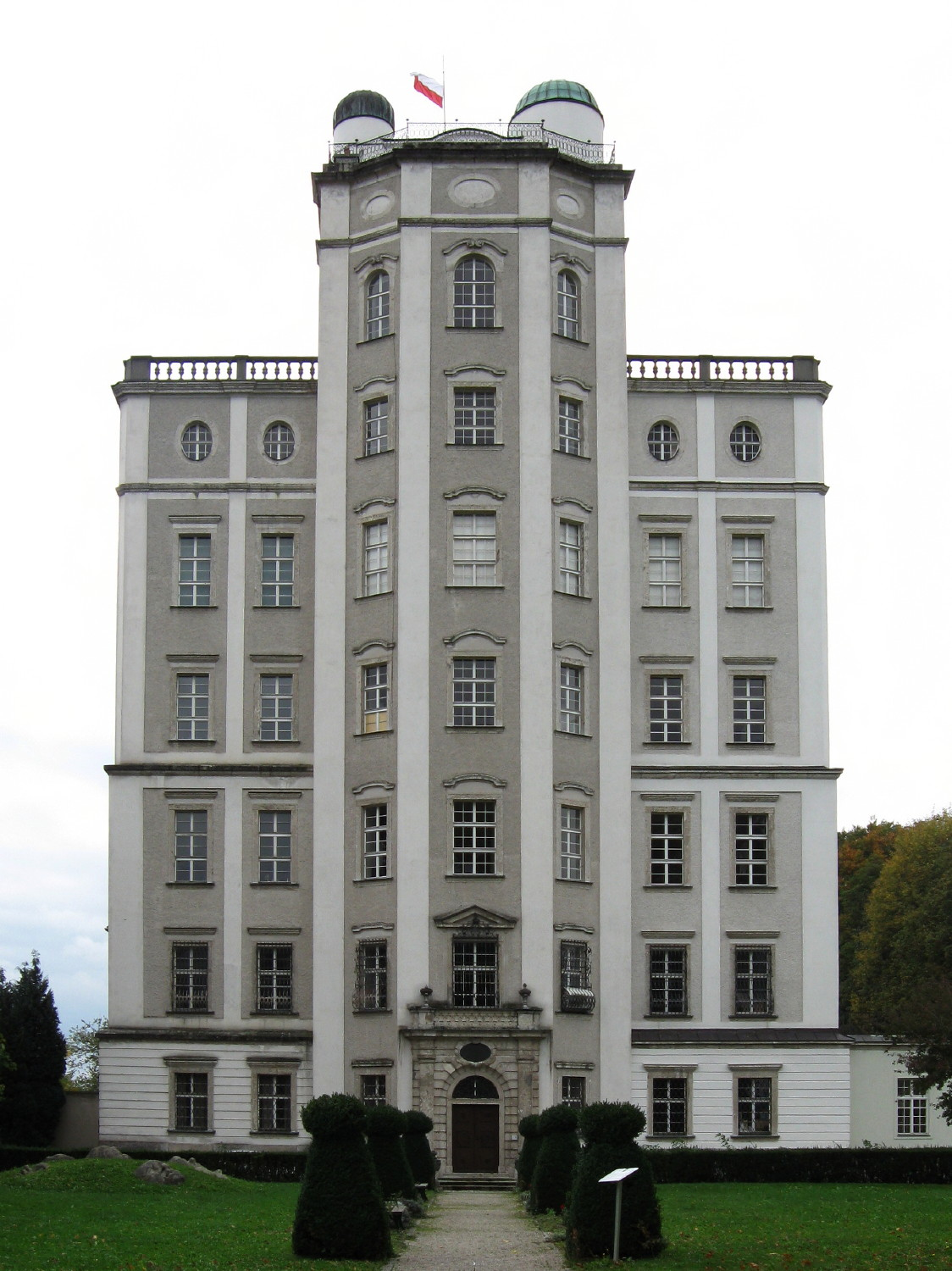
"La torre matematica", il più antico osservatorio astronomico del centro Europa

### L'osservatorio dellaMathematischer Turm
L'osservatorio astronomico di Kremsmünster fu eretto negli anni dal 1749 al 1758 e allora era il più alto d'Europa. Ha infatti un'altezza di circa 51 m e al contrario di molte torri campanarie era, a causa dei sei solidi piani intermedi, molto più difficile da costruire. Qui operarono alcuni famosi astronomi e temporaneamente fino a tre padri come osservatori.
Intorno al 1930 le osservazioni dalla cupola dell'osservatorio (7 piani) furono, per varie ragioni, spostate nel giardino, dove era stato eretto un grande strumento dei passaggi. Nel sotterraneo si trova un centro di gravimetria gestito dalla Università di Vienna.
In quattro die piani superiori esiste da lungo tempo un museo della scienza, che è stato modernizzato nel 1977. Le collezioni vanno dalla fisica e astronomia alla geologia e biologia, fino all'etnologia. Esse mostrano in modo chiaro lo sviluppo delle ricerche nelle scienze naturali su un quarto di millennio.
Nella Wetterkammerl fin dal 1763 si svolgono osservazioni meteorologiche e dal 1767 un comune indicatore di temperatura. Per questo Kremsmünster può vantare il primato mondiale tra le stazioni meteorologiche, potendo esibire una serie di rilevazioni ininterrotte di oltre 240 anni.

### Allevamento ittico

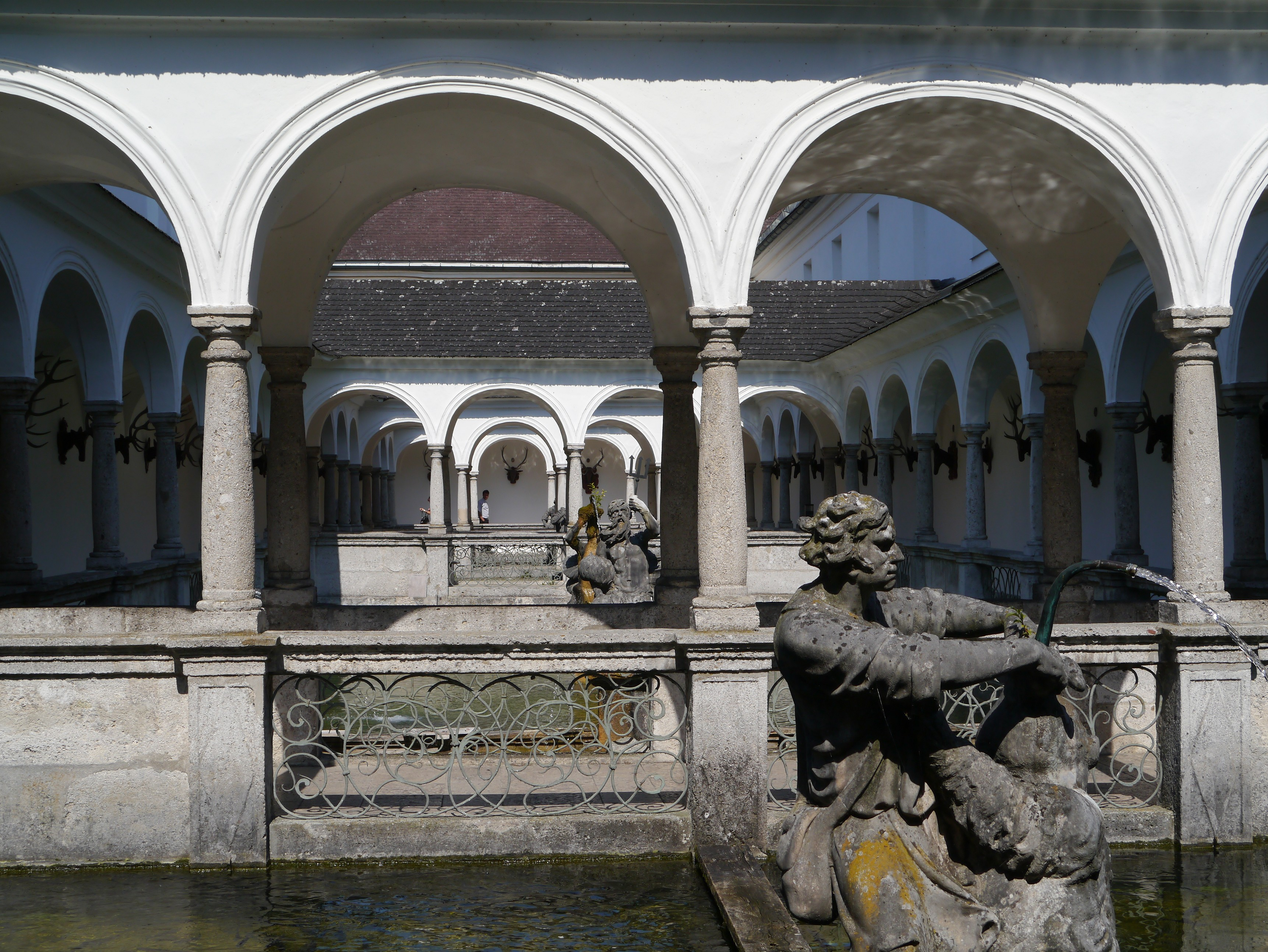
L'allevamento ittico

L'allevamento ittico comprende splendide vasche costruite da Carlone (1690–1692) e da Prandtauer (1717). Esse sono circondate da colonnati le cui arcate sono sostenute da 78 colonne di stile tosco-romano. La statue, che fungono da rifornimento di acqua, sono opera di Andreas Götzinger e di Johann Baptist Spaz. Esse rappresentano Sansone, Davide, Nettuno, Tritone, l'apostolo Pietro e Tobia.

### Biblioteca
La biblioteca abbaziale è una delle maggiori e più antiche d'Austria. La sala principale è lunga 65 m e ospita circa 160.000 volumi; alla collezione appartengono anche numerosi manoscritti e incunaboli.
Il manoscritto più famoso è il Codex Millenarius maior, risalente al periodo dell'800. Un indice della consistenza dal 1500 è interrogabile via internet. La biblioteca possiede anche oltre trenta manoscritti, che Johannes Seld de Leubs donò all'abbazia negli anni 1440/41. Oltre a testi di teologia vi si trova tra questi una copia dello Abstractum-Glossar, importante fonte per le ricerche linguistiche.

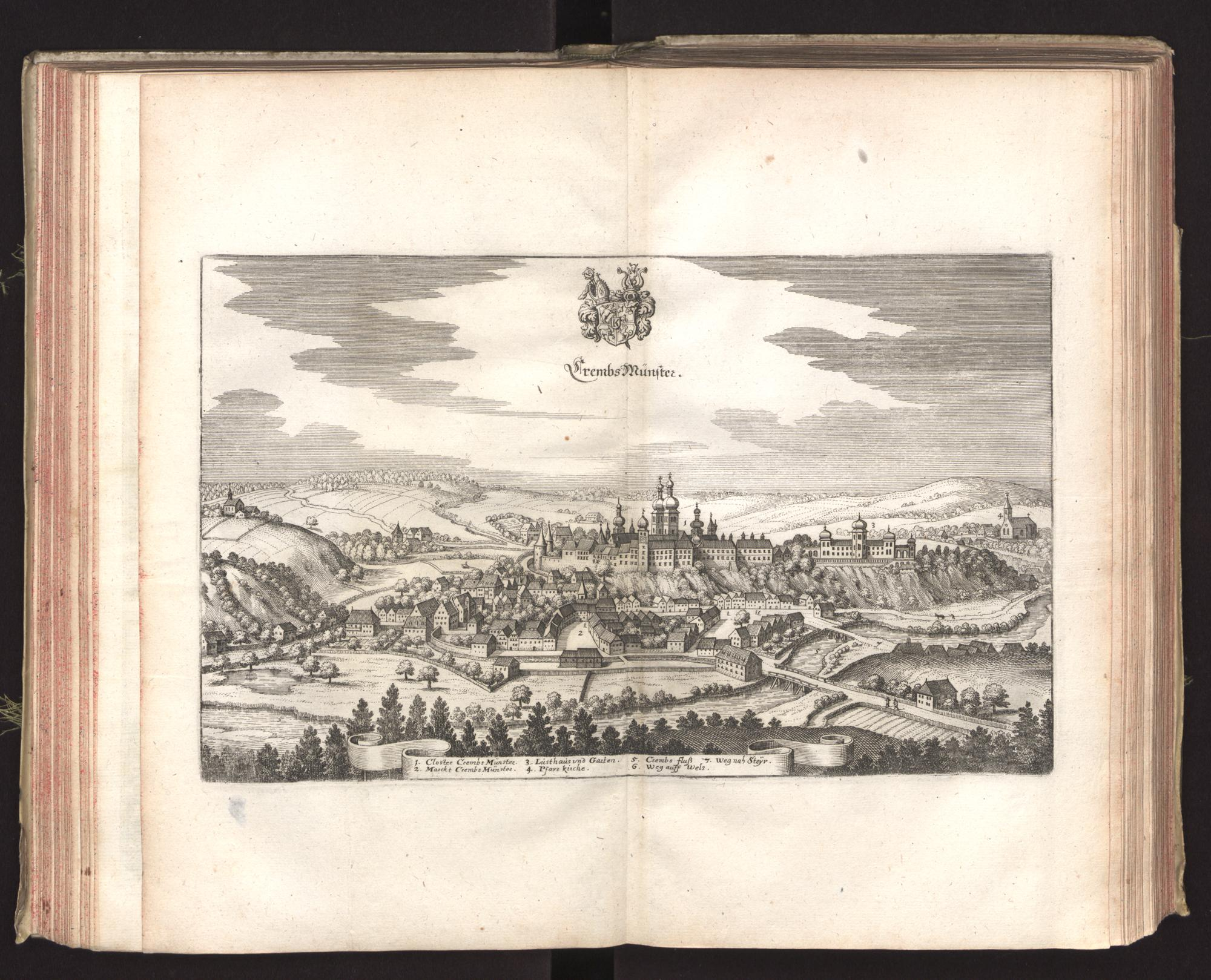
Topographia Austriacarum (Matthäus Merian, 1679)
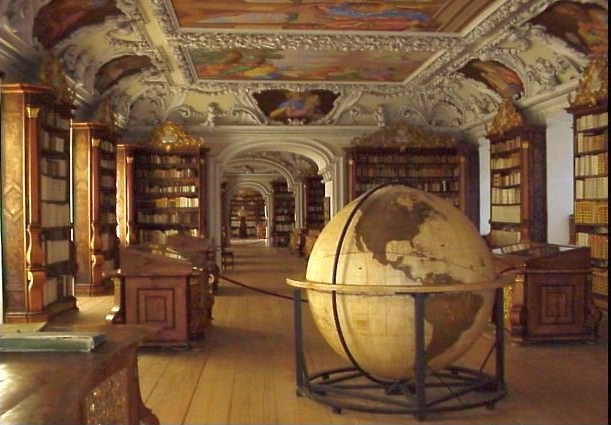
Biblioteca abbaziale

### Ginnasio abbaziale
Il ginnasio di tipo umanistico e neolinguistico conferisce una formazione generale e basi umanistico cristiane. La precedente scuola abbaziale di Kremsmünster era una scuola pubblica fin dal 1549.

### Giardino barocco

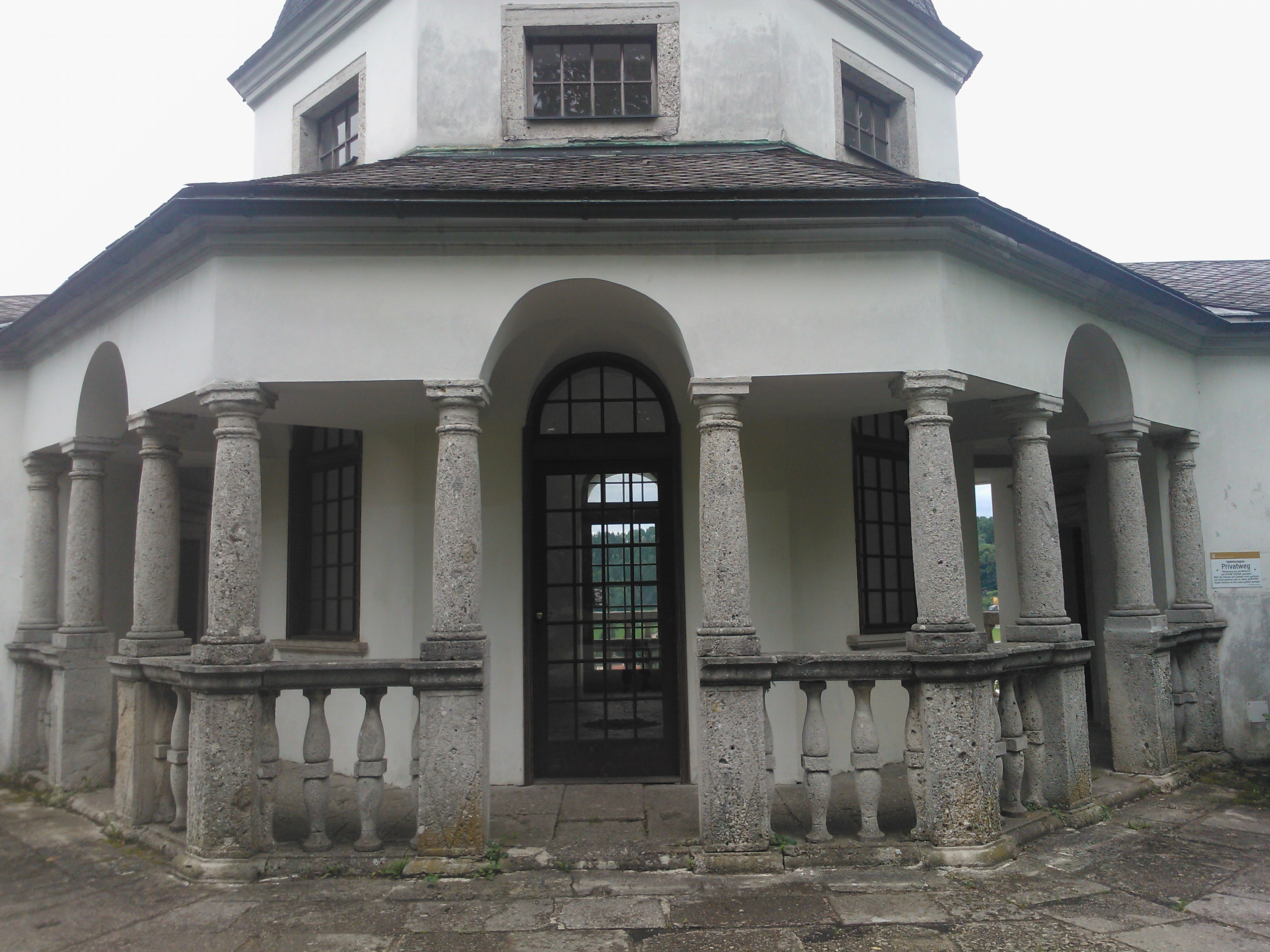
Il giardino

Una curiosità del modo di vita barocco è il giardino in stile orientale risalente al 1642, la cosiddetta "Moschea", che fu eretto sotto l'abate Bonifaz Negele, che fu tale dal 1639 al 1644. Dalla galleria sud si ha una bella veduta della valle del Krems.

## L'abbazia oggi

### Accademia estiva ecumenica
Nell'abbazia di Kremsmünster si svolge annualmente dal 1999 un'Accademia ecumenica di tre giorni nella prima settimana di ferie dell'Alta Austria. Essa affronta un tema di attualità, che viene illustrato da scienziati di diverse discipline.

### Punto d'incontro Benedetto
Dal 2008 si trova mensilmente nell'abbazia il "Punto d'incontro Benedetto". La cornice comprende conferenze, offerte spirituali cristiane e regolari cerimonie. 
Fino a 150 giovani partecipano alle manifestazioni iniziali organizzate da padre Bernhard Eckerstorfer e dall'abate Ambros Ebhart.
L'8 agosto 2012 la Radio Vaticana ha riferito sul "Punto d'incontro Benedetto". Papa Francesco lo ha citato nel corso dell'udienza del 4 settembre 2013.

### Centro Goethe
Dall'autunno del 2007 l'abbazia ospita, per intervento di Herbert Zeman e Benno Wintersteller il "Centro Goethe" ed è così sede della Società austriaca di Goethe. Il scopi della società (che possiede quattro manoscritti del poeta, autografi suoi e di Hofmannsthal e di altri letterati, una biblioteca di valore scientifico e altri pezzi da museo) non sono solo l'integrazione delle raccolte dell'abbazia, ma anche l'istituzione di ricerche.

### Economia e finanza
- Le cantine vinicole dell'abbazia sono una delle tradizioni di vinificazione in Austria. Oggi le vigne dell'abbazia si estendono per circa 40 ha con parti nel Wachau, nella valle del Krems e nel medio Burgenland. Le vigne sono date in gestione. Mediamente vengono venduti 2.000 ettolitri di vino l'anno.
- L'abbazia conta sulle maggiori proprietà forestali dell'Austria.[4] L'economia terriera conta su una superficie in generale di 9800 ettari di cui 5200 sono ettari di bosco. Il rimanente è incolto, consistendo nelle pendici montane della zona dello Almsee. Lo sfruttamento forestale è diviso in 5 distretti, che si estendono da nord a sud, da Pucking fino a Grünau e da est a ovest da Oberschlierbach fino a Kirchham. Lo sfruttamento forestale comprende anche la caccia e la pesca. Alle acque di pesca appartengono l'Almsee, una parte del corso dell'Alm e del Krems.
- Dal giardino si ricavano e vendono, fra l'altro, fiori, erbe, verdure di stagione, succhi di frutta biologici, decorazioni e composizioni floreali.
- La mescita dell'abbazia è data in locazione dal 2013 ad Harald e Georg Pettermann.
- Negozio abbaziale

### I casi di violenza e abuso sessuale
Numero casi di abuso sessuale nel collegio interno del ginnasio dell'abbazia portarono negli anni dal 2008 al 2010 a inchieste della polizia riguardo ad alcuni padri, che negli anni 1970–2000 avevano operato come insegnanti. Il principale autore ed ex direttore del convitto, padre Alfonso (al secolo August Mandorfer) nel marzo 2012, dopo un processo di diritto ecclesiastico fu cacciato dall'Ordine e ridotto allo stato laicale da papa Benedetto XVI. 
Nel gennaio del 2015 egli fu condannato dal tribunale di Linz con sentenza passata in giudicato a dodici anni di reclusione per comprovato abuso su 24 allievi interni. Due altri padri furono condannati alla fine di un processo ecclesiastico chiuso nel 2013.
Il 27 marzo 2015 fu presentato il risultato di uno studio scientifico commissionato dai monaci al Münchner Institut für Praxisforschung (IPP) e condotto da Heiner Keupp sul tema Violenza sessuale, fisica e psichica nel Convitto del Ginnasio dell'abbazia benedettina di Kremsmünster.
Lo studio ha preso in esame il periodo dal 1945 al 2000, ricorrendo ad interviste cui sono stati sottoposti ex allievi, padri benedettini e collaboratori laici del ginnasio. Il risultato è stata l'individuazione di atti di violenza e/o abusi sessuali da parte di compagni più anziani sui più giovani e da parte di insegnanti o addetti religiosi. In totale sono stati contati 350 casi e individuati 24 responsabili, 20 dei quali appartenenti all'Ordine. Nel frattempo l'Ordine benedettino ha provveduto a compiere un totale repulisti nel personale religioso addetto alla scuola e nessuno dei monaci ora impegnati nel ginnasio di Kremsmünster è compromesso con i comportamenti scoperti nei predecessori.
Dal settembre 2014 è stata posta una tavola commemorativa all'ingresso del Ginnasio in memoria degli allievi che furono vittime dei comportamenti di cui sopra, che recita:
(Targa commemorativa nel ginnasio dell'abbazia di Kremsmünster)